# Marco Zanchi
Pour les articles homonymes, voir Zanchi.
Marco Zanchi est un ancien footballeur italien né le 15 avril 1977 à San Giovanni Bianco en Italie. Il évoluait au poste de défenseur.

## Biographie

### En club
Marco Zanchi débute en 1994 à l'Atalanta Bergame dans sa ville natale. Il y dispute 19 rencontres et est prêté au Chievo Vérone puis à l'AS Bari.
En 1997 il signe à l'Udinese Calcio et y fait 56 apparitions en trois saisons. Il signe ensuite à la Juventus mais n'y dispute que 7 matches avant d'être prêté au Vicence Calcio et au Hellas Vérone. N'ayant pas réussi à s'imposer au club turinois, il est transféré en 2002 au Bologne FC mais n'y apparaît qu'à 25 reprises en deux ans.
Marco Zanchi part ensuite pour le FC Messine Peloro où il s'impose enfin, il y devient titulaire et apparaît 119 fois entre 2004 et 2008. Il retourne par la suite dans un club qu'il avait déjà fréquenté l'espace de six mois dans le cadre d'un prêt, le Vicence Calcio.

### En sélection
Marco Zanchi fait partie des sélections italiennes des moins de 15 ans, 16 ans et 18 ans.
Il intègre par la suite la sélection espoirs italienne et remporte avec elle l'Euro espoirs 2000 sous les ordres de Marco Tardelli. Il prend part dans la foulée aux Jeux olympiques 2000 et y atteint les quarts-de-finale.

## Palmarès
- Italie espoirs
  - Euro espoirs
    - Vainqueur : 2000.

## Statistiques
| Saison                | Club                  | Championnat           | Championnat | Championnat | Coupe(s) nationale(s) | Coupe(s) nationale(s) | Compétition(s) continentale(s) | Compétition(s) continentale(s) | Compétition(s) continentale(s) | Total | Total |
| Saison                | Club                  | Division              | M.          | B.          | M.                    | B.                    | Comp.                          | M.                             | B.                             | M.    | B.    |
| 1994 – 1995           | Atalanta Bergame      | Serie B               | 9           | 0           | ?                     | ?                     | -                              | -                              | -                              | 9     | 0     |
| 1995 – 1996           | Atalanta Bergame      | Serie A               | 10          | 0           | ?                     | ?                     | -                              | -                              | -                              | 10    | 0     |
| 1995 – 1996           | Chievo Vérone (prêt)  | Serie B               | 0           | 0           | ?                     | ?                     | -                              | -                              | -                              | 0     | 0     |
| 1996 – 1997           | AS Bari (prêt)        | Serie B               | 6           | 0           | ?                     | ?                     | -                              | -                              | -                              | 6     | 0     |
| 1997 – 1998           | Udinese Calcio        | Serie A               | 7           | 0           | 1                     | 0                     | -                              | -                              | -                              | 8     | 0     |
| 1998 – 1999           | Udinese Calcio        | Serie A               | 12          | 0           | 5                     | 0                     | -                              | -                              | -                              | 17    | 0     |
| 1999 – 2000           | Udinese Calcio        | Serie A               | 23          | 0           | 1                     | 0                     | C3                             | 7                              | 0                              | 31    | 0     |
| 2000 – 2001           | Juventus FC           | Serie A               | 5           | 0           | 0                     | 0                     | C1                             | 2                              | 0                              | 7     | 0     |
| 2000 – 2001           | Vicence Calcio (prêt) | Serie A               | 14          | 3           | 0                     | 0                     | -                              | -                              | -                              | 14    | 3     |
| 2001 – 2002           | Hellas Vérone (prêt)  | Serie A               | 30          | 1           | 0                     | 0                     | -                              | -                              | -                              | 30    | 1     |
| 2002 – 2003           | Bologne FC            | Serie A               | 18          | 0           | 0                     | 0                     | -                              | -                              | -                              | 18    | 0     |
| 2003 – 2004           | Bologne FC            | Serie A               | 5           | 0           | 2                     | 0                     | -                              | -                              | -                              | 7     | 0     |
| 2004 – 2005           | FC Messine Peloro     | Serie A               | 29          | 0           | 1                     | 0                     | -                              | -                              | -                              | 30    | 0     |
| 2005 – 2006           | FC Messine Peloro     | Serie A               | 28          | 0           | 0                     | 0                     | -                              | -                              | -                              | 28    | 0     |
| 2006 – 2007           | FC Messine Peloro     | Serie A               | 32          | 2           | 5                     | 0                     | -                              | -                              | -                              | 37    | 2     |
| 2007 – 2008           | FC Messine Peloro     | Serie B               | 24          | 0           | 0                     | 0                     | -                              | -                              | -                              | 24    | 0     |
| 2008 – 2009           | Vicence Calcio        | Serie B               | 37          | 1           | 1                     | 0                     | -                              | -                              | -                              | 38    | 1     |
| 2009 – 2010           | Vicence Calcio        | Serie B               | 19          | 0           | 0                     | 0                     | -                              | -                              | -                              | 19    | 0     |
| 2010 – 2011           | Vicence Calcio        | Serie B               | 16          | 0           | 2                     | 0                     | -                              | -                              | -                              | 18    | 0     |
| 2011 – 2012           | Vicence Calcio        | Serie B               | 15          | 0           | 1                     | 0                     | -                              | -                              | -                              | 16    | 0     |
| Total sur la carrière | Total sur la carrière | Total sur la carrière | 339         | 7           | 19                    | 0                     | -                              | 9                              | 0                              | 367   | 7     |